# Garde-manger (émission de télévision)
Garde-manger est une émission de télévision documentaire canadienne en treize épisodes de 52 minutes diffusée sur la chaîne Unis. Elle s'attarde au monde agricole et à de nouvelles façons de faire l'agriculture.

## Synopsis
Cette série documentaire donne la parole aux agriculteurs qui voient les choses autrement à travers le Canada. Ceux-ci sont convaincus qu'il est possible de faire une agriculture différente du modèle conventionnel et qui soit plus respectueuse de l'environnement, durable et qui produise des aliments de qualité. Que ce soit par des modèles d'agriculture biologique, biointensive, la revitalisation de la cueillette forestière, l'agriculture urbaine ou encore le développement des systèmes de distribution de produits locaux, les acteurs de ce changement de paradigme alimentaire partagent leur vision de l'avenir, leurs défis et leur réussites.
On y rencontre entre autres Jean-Martin Fortier, agriculteur, mais aussi pionnier de l'agriculture biointensive. Grâce à son livre très populaire Le Jardinier-maraîcher et à son travail de conférencier, il espère donner le goût de la culture maraîchère à une nouvelle génération.

## Épisodes
Chaque épisode se penche sur un sujet, sur un secteur particulier de l'agriculture au Canada.
1. La révolution biointensive (agriculture biointensive et la permaculture)
2. La fierté régionale (économie locale, autosuffisance)
3. Le bio à vendre (agriculture biologique)
4. L'or blanc (production de lait biologique)
5. À la limite des arbres (agriculture en région nordique, dans les Territoires du Nord-Ouest)
6. Les cueilleurs sauvages (cueillette de plantes indigènes)
7. La relève agricole (relève agricole, transition entre les générations d'agriculteurs)
8. Une île biologique (l'agriculture à l'Île-du-Prince-Édouard)
9. Les jardins de béton (l'agriculture urbaine)
10. David contre Goliath (l'agriculture dans le garde-manger du Canada, la Saskatchewan)
11. La biodiversité (agriculture respectueuse de la biodiversité animale et végétale)
12. Les nouveaux arrivants (l'impact des travailleurs saisonniers étrangers sur l'agriculture)
13. Les terroiristes (la viticulture biologique au Canada)